# Manti

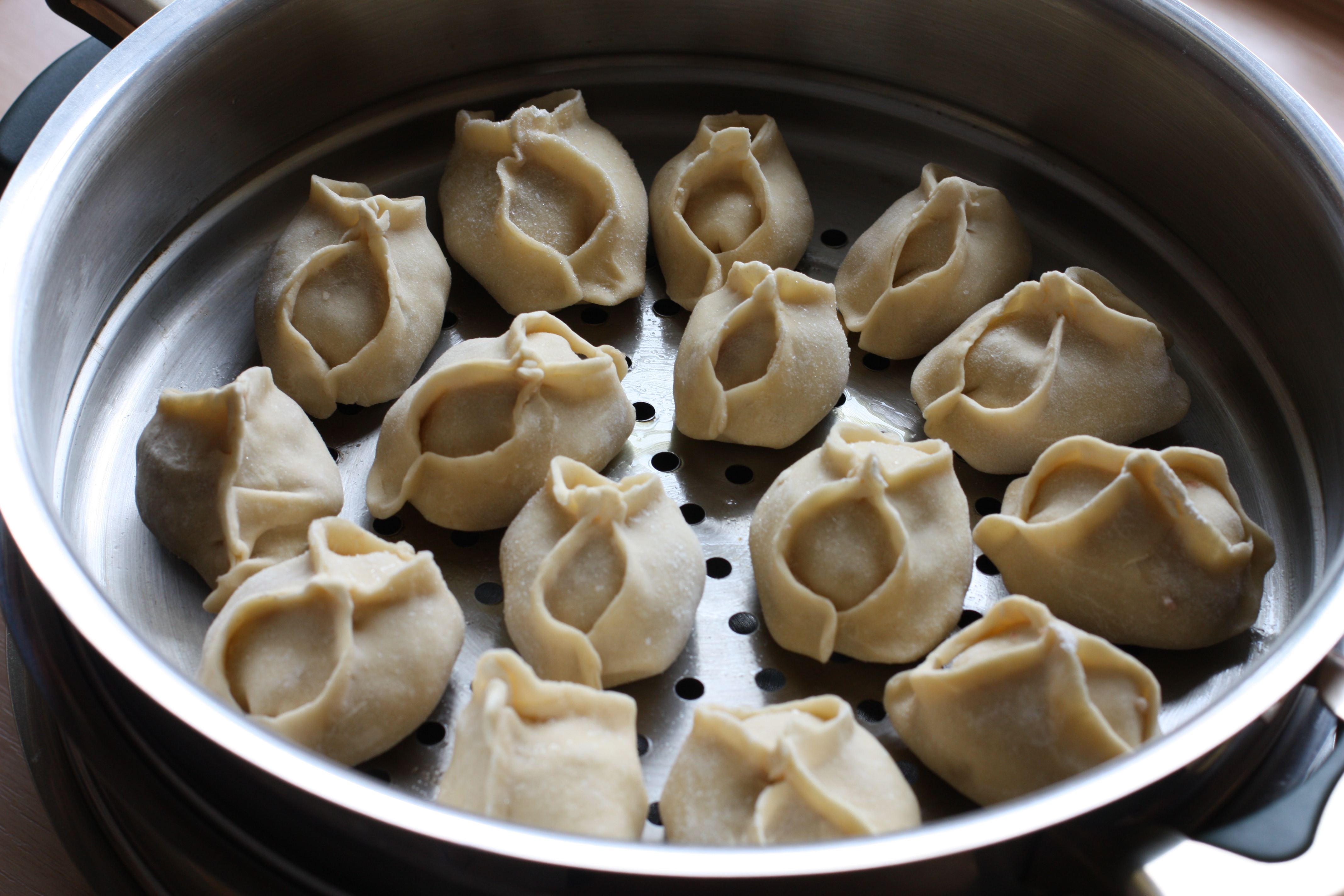
Manti podczas gotowania na parze

Manti – tureckie lub środkowoazjatyckie pierogi smażone lub gotowane, faszerowane jagnięciną, wołowiną, ziemniakami lub dynią i polewane roztopionym masłem, śmietaną, sosem pomidorowym lub sosem jogurtowo-czosnkowym.